# Koçyurdu, Osmaniye
Koçyurdu là một xã thuộc huyện Osmaniye, tỉnh Osmaniye, Thổ Nhĩ Kỳ. Dân số thời điểm năm 2010 là 820 người.